# Čitaklija
Čitaklija (makedonsky: Читаклија) je vysídlená vesnice v Severní Makedonii. Nachází se v opštině Štip ve Východním regionu.

## Geografie
Vesnice se nachází 15 km jihozápadně od města Štip, na jižním úpatí hory Serta a 5 km od vysídlené vesnice Hadži-Sejdeli. Leží v nadmořské výšce 250 metrů.

## Historie
Na konci 19. století byla vesnice součástí Osmanské říše. Podle bulharského spisovatele a etnografa Vasila Kančova zde v roce 1900 žilo 150 obyvatel, všichni byli Turci.
Vesnice byla po vzniku Jugoslávie vysídlena a většina obyvatel odešla vzhledem ke své národnosti do Turecka.